# Толука (футбольний клуб)
«Спортивний футбольний клуб Толука» (ісп. Deportivo Toluca Fútbol Club) — мексиканський футбольний клуб із міста Толука-де-Лердо, (штат Мехіко). Заснований 12 лютого 1917 року. Найкраща футбольна команда Мексики першого десятиріччя 21 століття.

## Історія
В 1950 році клуб прийняв професіональний статус і став одним із засновників другого за рангом дивізіону Мексики — ліги де Ассенсо. В сезоні 1952/53 виграє турнір і наступного року дебютує в Прімері. В 1956 році команда здобуває свій перший трофей — кубок Мексики. Наступного сезону «Толука» займає 2-е місце у чемпіонаті. В кінці 60-х років, під керівництвом Ігнасіо Треллеса, приходять перші перемоги в чемпіонаті. У 1968 році клуб здобуває кубок чемпіонів КОНКАКАФ. В кінці 90-х команда стає одним з лідерів мексиканського футболу. За останні 15-ть років виграно сім чемпіонатів та два суперкубка Мексики. У 2003 році виграє свій другий кубок чемпіонів КОНКАКАФ. Лідером тієї команди був парагвайський супербомбардир Хосе Кардосо.
Перед початком сезону 2012/13 ділить з «Америкою» 2-3 місце за кількістю перемог у чемпіонаті (по 10). Займає третю сходинку у зведеній таблиці чемпіонатів Мексики за набраними очками (попереду «Америка» і «Гвадалахара»). П'ята — за кількістю проведених сезонів у вищому дивізіоні (77 сезонів; у «Америки» і «Гвадалахари» — по 87, «Атланте» — 85, «Атласа» — 84). У рейтингу найкращих клубів Центральної та Північної Америки 20-го століття займає 19 місце.

## Титули та досягнення

### На міжнародній арені
- Володар кубка чемпіонів КОНКАКАФ (2): 1968, 2003
- Фіналіст кубка чемпіонів КОНКАКАФ (2): 1998, 2006

### В Мексиці
- Чемпіон (10): 1967, 1968, 1975, 1998 Л, 1999 Л, 2000 Л, 2002 А, 2005 А, 2008 А, 2010 Б
- Віце-чемпіон (6): 1957, 1958, 1971, 2000 З, 2006 А, 2012 А
- Володар кубка (2): 1956, 1989
- Фіналіст кубка (1): 1961
- Володар суперкубка (4): 1967, 1968, 2003, 2006

## Найвідоміші гравці
- Вісенте Переда (60-70-ті роки) — нападник, за збірну Мексики 21 матч (6 голів).
- Марселіно Берналь (1991–1997) — півзахисник, за збірну Мексики 64 матчі (8 голів).
- Хосе Абундіс (1992–2000) — нападник, за збірну Мексики 47 матчів (10 голів).
- Сальвадор Кармона (1993–2000) — захисник, за збірну Мексики 84 матчі.
- Ернан Крістанте (1993–1996, 1998–2010) — воротар, грав за клуб 14 сезонів.
- Енріке Альфаро (1994–2002) — півзахисник, за збірну Мексики 20 матчів (2 голи).
- Хосе Кардосо (1995–2005) — нападник, за збірну Парагваю 83 матчі (25 голів).
- Карлос Моралес (1995–1997, 1999–2002) — нападник, за збірну Уругваю 7 матчів (1 гол).
- Фабіан Естай (1996–1999, 2004–2005) — півзахисник, за збірну Чилі 69 матчів (5 голів).
- Сінья (1999–2012) — півзахисник, за збірну Мексики 55 матчів (6 голів).
- Вісенте Санчес (2001–2007) — нападник, за збірну Уругваю 31 матч (5 голів).
- Ізраель Лопес (2002–2006) — захисник, за збірну Мексики 29 матчів.
- Пауло да Сільва (2003–2009) — захисник, за збірну Парагваю 100 матчів (2 голи).
- Дієго де ля Торре (2004–2012) — півзахисник.
- Мануель де ля Торре (2004–2012) — захисник.

## Тренери-переможці
| Тренер                   | Кількість | Виграні трофеї                                             |
| ------------------------ | --------- | ---------------------------------------------------------- |
| Ігнасіо Треллес          | 3         | Чемпіонат Мексики 1967, 1968 Кубок чемпіонів КОНКАКАФ 1968 |
| Енріке Меца              | 3         | Чемпіонат Мексики 1998Л, 1999Л, 2000Л                      |
| Рауль Карденас           | 2         | Суперкубок Мексики 1967, 1968                              |
| Маріо Альберто Хорхе     | 2         | Чемпіонат Мексики 2002А Кубок чемпіонів КОНКАКАФ 2003      |
| Амеріго Рубен Гальєго    | 2         | Чемпіонат Мексики 2005А Суперкубок Мексики 2006            |
| Хосе Мануель де ля Торре | 2         | Чемпіонат Мексики 2008А, 2010Б                             |
| Фернандо Маркос          | 1         | Кубок Мексики 1956                                         |
| Рікардо де Леон          | 1         | Чемпіонат Мексики 1975                                     |
| Ектор Санабрія           | 1         | Кубок Мексики 1989                                         |
| Рікардо Феретті          | 1         | Суперкубок Мексики 2003                                    |

## Індивідуальні рекорди

### Найбільше трофеїв
| Тренер          | Кількість | Виграні трофеї                                                                                                  |
| --------------- | --------- | --- |
| Ернан Крістанте | 8         | Кубок чемпіонів КОНКАКАФ 2003 Чемпіонат Мексики 1999Л, 2000Л, 2002А, 2005А, 2008А Суперкубок Мексики 2003, 2006 |
| Сінья           | 8         | Кубок чемпіонів КОНКАКАФ 2003 Чемпіонат Мексики 2000Л, 2002А, 2005А, 2008А, 2010Б Суперкубок Мексики 2003, 2006 |

### Найкращі бомбардири «Толуки» в чемпіонаті

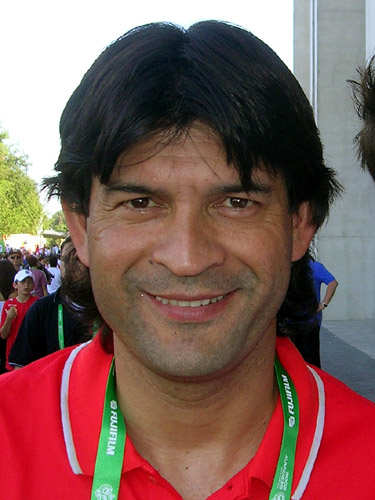
Найкращий бомбардир «Толуки» Хосе Кардосо

Хосе Кардосо — четвертий бомбардир в історії чемпіонатів Мексики (249 голів). На стадії плей-офф він забив найбільше голів — 43.
| Футболіст      | Голи | Сезони               |
| -------------- | ---- | -------------------- |
| Хосе Кардосо   | 249  | 1995-2005            |
| Вісенте Переда | 119  | 60-70-ті роки        |
| Вісенте Санчес | 85   | 2001-2007            |
| Хосе Абундіс   | 82   | 1992-2000            |
| Карлос Моралес | 75   | 1995-1997, 1999–2002 |

### Найкращі бомбардири чемпіонату Мексики
- 4 —  Хосе Кардосо: 1998Л (13), 1999Л (15), 2002А (29), 2003К (21)
- 2 —  Ектор Мансілья: 2008А (11), 2009К (14)
- 2 —  Іван Алонсо: 2011А (11), 2012К (14)
- 1 —  Амауру Епамінондас: 1967 (21)
- 1 —  Вісенте Переда: 1970 (20)
- 1 —  Бруно Маріоні: 2006А (11)